# Liste der Monuments historiques in Magny-Lambert
Die Liste der Monuments historiques in Magny-Lambert führt die Monuments historiques in der französischen Gemeinde Magny-Lambert auf.

## Liste der Objekte
| Bezeichnung                     | Beschreibung               | Standort                         | Kennzeichnung | Schutzstatus | Datum | Bild |
| ------------------------------- | -------------------------- | -------------------------------- | ------------- | ------------ | ----- | ---- |
| Grabstein für Thiébault de Gand | Kalkstein, bezeichnet 1428 | in der Kirche Ste-Trinité (Lage) | PM21001395    | Classé       | 1936  |      |
| Skulptur Johannes der Täufer    | Alabaster, 15. Jahrhundert | in der Kirche Ste-Trinité (Lage) | PM21007133    | Inscrit      | 2013  |      |